# Quel certo non so che (film 1956)
Quel certo non so che (That Certain Feeling) è un film del 1956 diretto da Melvin Frank e Norman Panama.